# Xanthorhoe clarata
Xanthorhoe clarata là một loài bướm đêm trong họ Geometridae.